# 하이마토콕쿠스과
하이마토콕쿠스과(Haematococcaceae)는 녹조강 클라미도모나스목에 속하는 녹조류과의 하나이다. 7속 44종으로 이루어져 있다.

## 하위 속
- 발티콜라속 (Balticola) - 4종
- 클로로고니움속 (Chlorogonium) - 24종
- Gungnir - 3종
- 하이마토콕쿠스속 (Haematococcus) - 6종
- Hyalogonium - 5종
- Rusalka - 유일종 R. fusiformis
- Stephanosphaera - 유일종 S. pluvialis

## 같이 보기
- 아스타잔틴